# RBB (EP)
RBB è il settimo EP in lingua coreana (ottavo complessivo) del gruppo musicale sudcoreano Red Velvet, pubblicato il 30 novembre 2018 dalla SM Entertainment.

## Tracce
1. RBB (Really Bad Boy) – 3:08 (testo: Kenzie – musica: Kenzie, Timothy 'Bos' Bullock, Sara Forsberg, MZMC)
2. Butterflies – 3:29 (testo: Jo Yoon Kyung – musica: Harvey Mason Jr., Michael Wyckoff, Joshua Golden, Patrick 'J. Que' Smith, Dewain Whitmore Jr., Britt Burton, Yoo Young-jin)
3. So Good – 3:26 (testo: Kim In Hyung – musica: LDN Noise, Deez, Ellen Berg Tollbom)
4. Sassy Me (멋있게?, MeositgeLR, lit. Beautifully) – 3:06 (testo: Kenzie – musica: Kenzie, Moonshine, Anne Judith Wik)
5. Taste – 3:04 (testo: Park Sung Hee – musica: Penomeco, Dem Jointz)
6. RBB (Really Bad Boy) (English Ver.) – 3:08 (testo: Forsberg)

## Classifiche

### Classifiche settimanali
| Classifica (2018) | Posizione massima |
| ----------------- | ----------------- |
| Corea del Sud     | 3                 |
| Giappone          | 33                |

### Classifiche di fine anno
| Classifica (2019) | Posizione |
| ----------------- | --------- |
| Corea del Sud     | 49        |